# Buckle GT Tourer
Der Buckle GT Tourer ist ein Pkw, der von der Buckle Motors Pty. Ltd. von Bill Buckle in Sydney in den Jahren 1956 bis 1960 gebaut und nur in Australien verkauft wurde.
Der GT Tourer hatte eine zweitürige Coupékarosserie aus GFK, vorne eine Querblattfeder und hinten eine Starrachse von Ford mit Längsblattfedern. Er wurde von einem Sechszylinder-Reihenmotor aus dem Ford Zephyr angetrieben und besaß auch etliche andere Komponenten aus der Großserie. Der Wagen wog nur 865 kg und erreichte eine Höchstgeschwindigkeit von 160 km/h. Die Rücksitze des 2+2-Sitzers konnten umgelegt werden und es gab eine verstellbare Lenksäule und elektrisch betätigte Türschlösser. Dies waren damals sehr moderne und noch unübliche Ausstattungsdetails.
Trotz beträchtlichen Erfolges im Motorsport mit verschiedenen Fahrern, auch Buckle selbst, wurden einschließlich des Prototyps von 1955 nur 25 Exemplare gebaut. Buckle aber baute künftig verschiedene Derivate des Goggomobils; das bekannteste davon war der Goggomobil Dart.